# 더 히든 (영화)
《더 히든》(영어: You Should Have Left)은 미국에서 제작된 2020년 심리 공포 영화이다. 데이비드 켑이 연출과 각본을 맡고, 케빈 베이컨, 어맨다 사이프레드 등이 출연하였다.

## 줄거리
욕조에서 익사한 전 아내를 살해했다는 의혹을 샀던 전직 은행가 시어도어 "시오"는 성공한 할리우드 배우인 새 아내 수재나가 바람을 피우고 있다고 의심한다. 이들 부부는 어린 딸 엘라를 데리고 웨일스의 외딴 전원 저택을 빌려 휴가를 보내게 되고, 곧 저택에서 심상치 않은 현상들이 나타난다. 

## 출연
- 케빈 베이컨
- 어맨다 사이프레드